# Santo Antônio de Jesus
Santo Antônio de Jesus é um município brasileiro do estado da Bahia, localizado a 187 km de Salvador, sendo considerado a capital do Recôncavo Baiano, por sua importância como maior polo comercial, industrial, educacional, de saúde e de serviços de toda a região. Ocupando a décima oitava posição do ranking das vinte maiores cidades baianas, possui uma população estimada em 2024 pelo IBGE de 109 267 habitantes, e limita-se com os municípios de Aratuípe, Conceição do Almeida, Dom Macedo Costa, Laje, Muniz Ferreira, São Filipe, São Miguel das Matas e Varzedo, todos integrantes do território do Recôncavo Sul. Santo Antônio de Jesus também sedia anualmente movimentadas festas juninas, que atraem milhares de visitantes de todo o país, e que tornaram a cidade conhecida por realizar o melhor e mais popular São João da Bahia.

## História
As primeiras expedições no território que correspondem ao atual município resultaram da colonização na área do rio Jaguaripe, realizada entre os séculos XVI e XVII. Os primeiros desbravadores da região foram D. Pero Carneiro e D. Álvaro da Costa, que juntaram-se aos índios de Pedra Branca, que inicialmente habitavam a região, em expedições pelo local. As terras férteis, as valiosas madeiras de lei e abundância dos recursos fluviais, foram fatores relevantes para o povoamento desta localidade. Com o passar do tempo iniciaram-se as primeiras plantações de cana-de-açúcar com o estabelecimento de pequenos engenhos e roçados para a atividade agrícola, a qual teve como principal fonte de exploração o cultivo de mandioca.
Nessa época, nos idos de 1663, através de Carta Régia, já havia sido recomendada, à Relação da Bahia, proteção aos indígenas e delimitação de reserva de uma légua quadrada de terra, para que fosse feito o aldeamento e sustento dos silvícolas. Os indígenas mais conhecidos eram os da Aldeia de Santo Antônio. Após a doação de sesmarias e sua consequente divisão, em 1644, há o registro dos mais antigos limites que iriam dar inicio ao atual município de Santo Antônio de Jesus, embora não o abranja de todo.

## Economia
Sua agricultura tem grande produção de amendoim, limão e laranja. Na pecuária o município conta com criadores de bovinos e muares. No setor de bens minerais, é produtor de areia e argila. Sua rede hoteleira conta com 741 leitos. No ano de 2001, o município registrou 23.175 consumidores de energia elétrica com um consumo de 43.583mWh. Segundo dados da SEI/IBGE, o PIB do município para 2014 foi de 1 767 591 e a estrutura setorial está distribuída da seguinte forma: 5,62% para agropecuária, 21,30% para indústria e 73,08% para serviços e comércio.

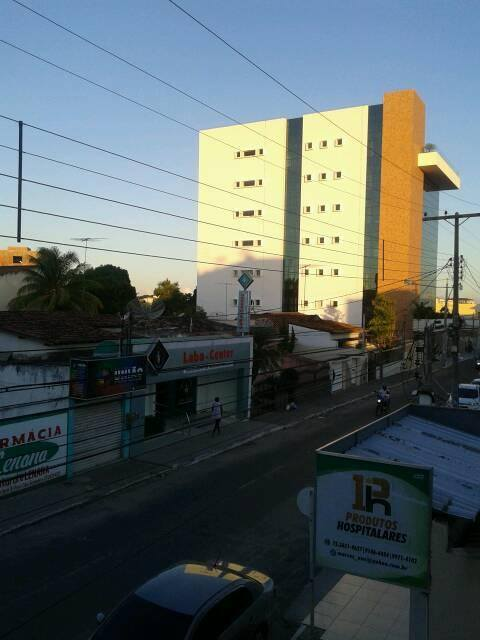
Rua no centro da cidade

O comércio e o serviço, tornaram-se a principal forma de economia a partir da década de 1970, quando houve uma migração da população rural para a cidade.
A feira livre, é considerada como a feira livre mais barata da Bahia, onde tem qualidade, preços baixos e variedades e movimenta com grande fluxo de consumidores a economia local.
A indústria tem se tornado cada vez mais forte no município. A Cidade é sede de varias empresas que atuam em todo o Brasil e uma das principais na produção dos chamados Licores do Recôncavo, tendo indústrias de base tecnológica neste setor.